# Fairsky (Schiff, 1984)
Die Fairsky (auch FairSky geschrieben) war ein 1984 in Dienst gestelltes Kreuzfahrtschiff der in Liberia ansässigen Reederei Sitmar Cruises. Sie gehörte bei Ablieferung zu den größten Passagierschiffen der Welt und war das letzte Kreuzfahrtschiff, das mit Dampfturbinen ausgestattet wurde. Die Fairsky verblieb bis zur Auflösung von Sitmar 1988 im Dienst der Reederei und fuhr anschließend bis 2000 als Sky Princess für Princess Cruises. Anschließend stand das Schiff als Pacific Sky für P&O Cruises Australia im Einsatz. Letzter Betreiber war die spanische Reederei Pullmantur Cruises, für die es unter den Namen Sky Wonder und Atlantic Star fuhr. Hohe Betriebskosten führten 2010 zur Ausmusterung des Schiffes, das nach fast drei Jahren Liegezeit im April 2013 zum Abbruch in die Türkei verkauft wurde.

## Vorgeschichte
Nach dem Verlust der alten Fairsky durch Feuer im Jahr 1977 beschloss der Reeder Boris Vlasov, eine neue Fairsky als Flaggschiff seiner Reederei in Dienst zu stellen. Ursprünglich war hierfür das ehemalige portugiesische Passagierschiff Príncipe Perfeito geplant, das seit seiner Ausmusterung im Jahr 1976 als Wohnschiff Al Hasa diente. Vlasov erwarb das Schiff 1980 und taufte es in Fairsky um. Geplant war ein aufwendiger Umbau des ehemaligen, bereits fast 20 Jahre alten Liniendampfers auf neueste Standards. Trotz bereits veröffentlichter Skizzen des neuen Flottenzugangs wurden diese Pläne jedoch schon kurz darauf wieder verworfen, da das Schiff als zu klein galt, um mit den Neubauten anderer Reedereien der frühen 1980er Jahre wie der Tropicale oder der Song of America konkurrieren zu können. 1982 wurde die ehemalige Príncipe Perfeito daher als Hotelschiff an den griechischen Reeder Giannis Latsis verkauft.
Sitmar Cruises entschied sich stattdessen für einen Neubau, der ebenfalls den Namen Fairsky tragen und die ehemalige Principe Perfeito noch weit in der Größe übertreffen und das größte bis dahin rein für Kreuzfahrten gebaute Passagierschiff der Welt werden sollte.

## Planung und Bau
Die neue Fairsky wurde bei Chantiers du Nord et de la Méditerranée im französischen La Seyne-sur-Mer gebaut. Der Stapellauf des Schiffes war am 6. November 1982. Die Fairsky wurde am 12. April 1984 an Sitmar Cruises abgeliefert. Am 2. Mai 1984 traf das Schiff in Los Angeles ein, wo es drei Tage später getauft wurde.
Zum Zeitpunkt ihrer Indienststellung gehörte die Fairsky zu den größten Passagierschiffen der Welt und war der bis dahin größte Kreuzfahrtschiff-Neubau. Lediglich die ursprünglich als Transatlantikliner konzipierten Schiffe Norway und RMS Queen Elizabeth 2 besaßen eine noch höhere Tonnage. Eine weitere Besonderheit der Fairsky war ihr Antrieb durch Dampfturbinen, die zum Zeitpunkt ihrer Entstehung bereits als veraltet galten. Hierdurch wurde sie zum letzten je gebauten Passagierschiff, das mit diesem Antrieb ausgestattet wurde. Die Beweggründe von Sitmar Cruises für diese Entscheidung sind nicht genauer bekannt.

## Dienstzeit

### Fairsky
In den kommenden vier Jahren wurde die Fairsky auf dem US-Markt für Kreuzfahrten an der Westküste der USA sowie nach Alaska eingesetzt. Das Schiff blieb bis zur Auflösung von Sitmar Cruises im September 1988 für die Reederei im Dienst. Heimathafen der Fairsky war Monrovia.

### Sky Princess

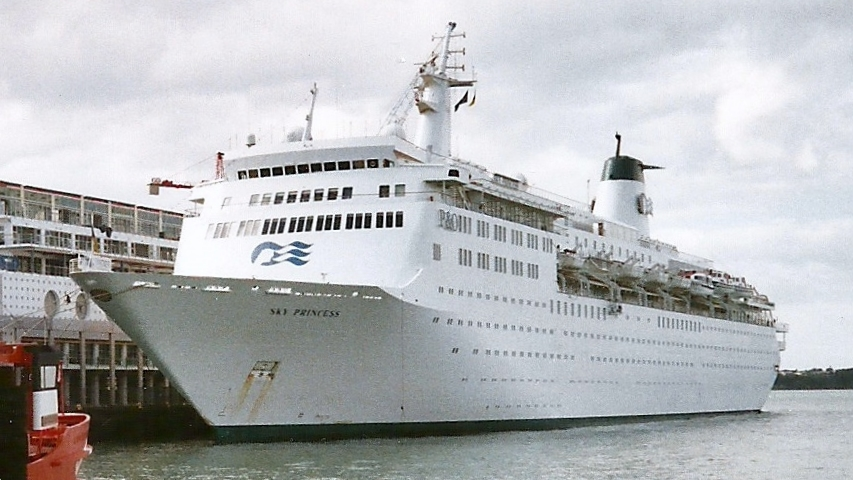
Die Sky Princess in Auckland, Februar 2000

Nachdem Sitmar Cruises im September 1988 von P&O Cruises aufgekauft und wenig später aufgelöst wurde, benannte P&O das Schiff am 14. September in Sky Princess um und setzte es für seine Tochtergesellschaft Princess Cruises ein. Von 1994 bis 1998 war das Schiff in London registriert, ehe es anschließend wieder nach Monrovia umgeflaggt wurde.
In ihrer Zeit für Princess Cruises wurde die Sky Princess für Kreuzfahrten an der Ost- und Westküste der Vereinigten Staaten sowie nach Australien und Neuseeland eingesetzt. Sie war zum Zeitpunkt ihrer Übernahme das größte Schiff der Princess-Flotte, ehe sie 1989 von der Star Princess in dieser Position abgelöst wurde. 2000 endete die Dienstzeit der Sky Princess für Princess Cruises. Sie war das letzte noch für die Reederei im Dienst stehende Schiff aus der Übernahme von Sitmar Cruises.

### Pacific Sky

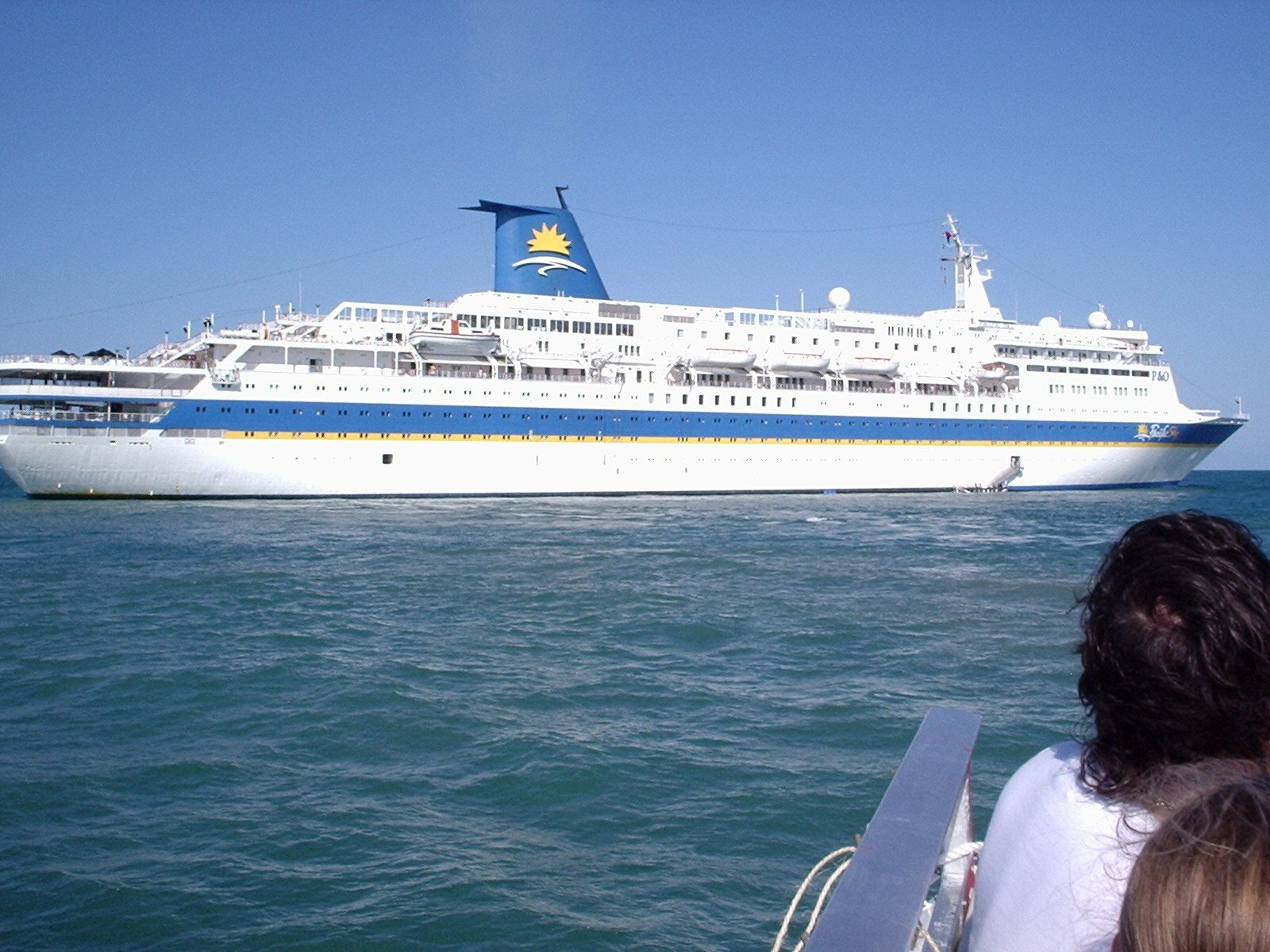
Die Pacific Sky vor Port Douglas

Nach der letzten Kreuzfahrt für Princess Cruises wechselte das Schiff als Pacific Sky und dem neuen Heimathafen London zu P&O Cruises Australia und übernahm die Route der bereits über 40 Jahre alten Fair Princess. Das Schiff beförderte zwischen 2000 und 2006 mehr als 275.000 Menschen auf über 200 Kreuzfahrten. Die große Popularität der Pacific Sky veranlasste P&O, seine Flotte durch die Pacific Sun sowie die ebenfalls für Sitmar Cruises geplanten Pacific Dawn, Pacific Jewel und Pacific Pearl zu erweitern.
Am 7. März 2006 erlitt die Pacific Sky in der Straße von Malakka einen Maschinenschaden und war manövrierunfähig. Erst nach 30 Stunden konnte das Schiff zurück in den Hafen geschleppt werde.

### Sky Wonder
Nach einer Reihe von einmonatigen Kreuzfahrten ab Singapur wurde das Schiff 2006 von Pullmantur Cruises übernommen und in Sky Wonder umbenannt. Neuer Heimathafen wurde Valletta. Die Regal Princess übernahm die weiteren Kreuzfahrten des ausgemusterten Schiffes. Die Sky Wonder wurde von Pullmantur Cruises vorwiegend für kürzere Kreuzfahrten im Mittelmeer eingesetzt.
Am 25. März 2009 lief die Sky Wonder vor Kusadasi auf Grund. Das Schiff wurde nur leicht beschädigt und konnte seine Fahrt wenig später fortsetzen. Jedoch starb ein 50 Jahre alter Passagier während des Vorfalls an einem panikbedingten Herzinfarkt. Nach dieser missglückten Kreuzfahrt lag die Sky Wonder kurzzeitig als Auflieger in Piraeus.

### Atlantic Star

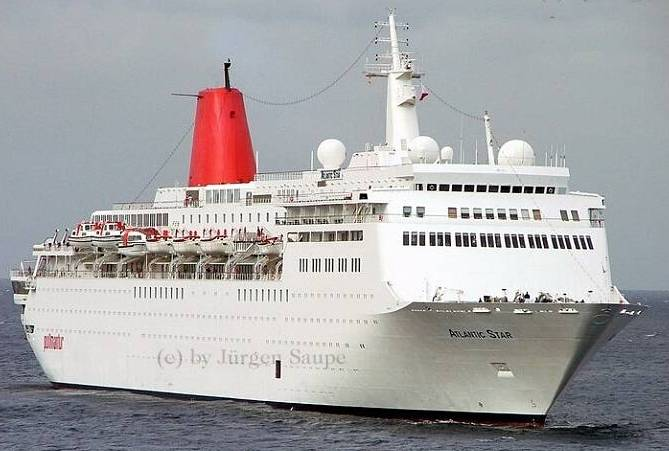
Die Atlantic Star, 2009 oder 2010

Im April 2009 wurde das Schiff unter dem neuen Namen Atlantic Star für den portugiesischen Markt wieder in Dienst gestellt und erneut im Mittelmeer eingesetzt. Die nur wenige Monate andauernde Dienstzeit als Atlantic Star endete aufgrund zu hoher Betriebskosten jedoch bereits im Januar 2010 wieder, das Schiff war anschließend wieder für mehrere Monate aufgelegt.
Ab dem 28. August 2010 wurde die Atlantic Star für einige Charterfahrten erneut reaktiviert, nachdem die hierfür eigentlich vorgesehene Pacific Dream aufgrund eines Maschinenschadens ausfiel. Im Oktober 2010 endete dieser letzte Einsatz der Atlantic Star, welche danach nicht wieder in den Dienst zurückkehren würde. Das Schiff wurde anschließend in Marseille aufgelegt und zum Verkauf angeboten.

### Die letzten Jahre
Aufgrund der kostenintensiven Maschinenanlage fand sich kein Käufer für die Atlantic Star. 2011 entstanden zwischenzeitlich Pläne, das Schiff umzubauen und mit einer moderneren Maschinenanlage ausgerüstet als Mona Lisa II einzusetzen. Dieses Vorhaben wurden jedoch aufgrund der hohen Umbaukosten nie umgesetzt. im Januar 2013 übergab der Eigentümer Royal Caribbean Cruises Ltd. das Schiff an die Werft STX France als Teilzahlung für den Neubau Harmony of the Seas. 
Am 13. März 2013 ging die nach fast zweieinhalb Jahre Liegezeit zum Abbruch verkaufte Atlantic Star in den Besitz der in Majuro ansässigen Belinda Shipholding über, erhielt den verkürzten Namen Antic und stand für seine letzte Fahrt unter der Flagge Togos. Im selben Monat verließ das Schiff von Schleppern gezogen den Hafen von Marseille, um im türkischen Aliağa abgewrackt zu werden. Am 4. April traf es in Aliağa ein. Der Abbruch der Antic begann wenige Tage später und war bis Ende des Jahres abgeschlossen.

## Technische Daten

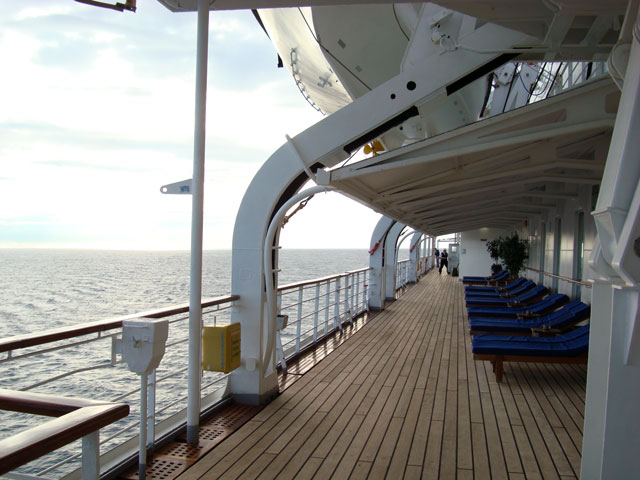
Promenadendeck des Schiffes

Die Fairsky war rund 240 Meter lang und gut 28 Meter breit. Sie war das letzte Passagierschiff, das noch mit Dampfturbinen ausgerüstet wurde. Diese Maschinenanlage ermöglichte ihr eine Höchstgeschwindigkeit von 21,8 Knoten (zirka 40 km/h). Bei voller Geschwindigkeit verbrauchte die Atlantic Star etwa 220 Tonnen Schweröl pro Tag.
Die Fairsky hatte eine Vermessung von 46.087 BRZ. Das Schiff besaß zwei Festpropeller sowie eine Querstrahlsteueranlage.